# 池一株
池一株（1985年11月7日—），韓國男演員。

## 影视作品

### 電視劇
- 2007年：KBS《愛也好恨也好》
- 2008年：SBS《On Air》
- 2008年：KBS《太陽的女子》飾演 奉尚久
- 2009年：SBS《自鳴鼓》飾演 店小二
- 2009年：OCN《朝鮮推理活劇－丁若鏞（朝鲜语：조선추리활극 정약용）》飾演 西仁
- 2010年：SBS《婦產科》飾演 秀真的男友
- 2012年：JTBC《Monster（朝鲜语：몬스터 (2012년 드라마)）》飾演 劉時俊
- 2012年：MBC《黃金時刻》飾演 劉江鎮
- 2013年：重庆电视台《新保镖之翡翠娃娃》飾演 程鐵衣
- 2013年：KBS《蔘生》飾演 吳志成
- 2013年：tvN《籃球》飾演 李虹氣
- 2014年：MBC《Hotel King》飾演 陳正翰
- 2014年：KBS《Healer》飾演 徐峻石
- 2015年：MBC《讓女人哭泣》飾演 黃慶泰
- 2016年：OCN《鄰家英雄》飾演 池珍宇（特別出演）
- 2016年：SBS《大撲》飾演 無名
- 2016年：JTBC《青春時代》飾演 高斗英
- 2016年：MBC《舉重妖精金福珠》飾演 趙泰權
- 2017年：KBS《個人主義者智英小姐》飾演 延錫
- 2017年：SBS《奇怪的搭檔》飾演 全聖浩（特別出演）
- 2016年：JTBC《青春時代2》飾演 高斗英（特別出演）
- 2017年：tvN《Argon》飾演 朴南圭
- 2017年：SBS《愛情的温度》飾演 金俊夏
- 2018年：SBS《訓南正音》飾演 姜智成
- 2018年：KBS《Radio Romance》飾演 吳鎮修
- 2018年：OCN《Mistresses》飾演 權敏圭
- 2018年：OCN《Priest》飾演 金俊鎬（特別出演）
- 2019年：OCN《Kill It》飾演 尹在鉉
- 2019年：KBS《太陽的季節》飾演 崔太俊（青年，特別出演）
- 2019年：JTBC《花黨：朝鮮婚姻介紹所》飾演 李亨奎
- 2020年：MBC《那個男人的記憶法》飾演 池賢根
- 2020年：KBS2《結過一次了》飾演 車英勳（特別出演）
- 2021年：TVING《來魔女食堂吧》（特別出演）
- 2023年：tvN《浪漫速成班》飾演 陳伊尚

### 網路劇
- 2016年：《愛上就會死的女人奉順》飾演 邊栽範

### 電影
- 2008年：《君在遠方》飾演 軍人
- 2008年：《神機箭》飾演 藥師
- 2008年：《西洋古董洋菓子店》飾演 同性戀者
- 2011年：《出雲之月（朝鲜语：구르믈 버서난 달처럼 (영화)）》飾演 劉生
- 2011年：《棒球之愛（朝鲜语：글러브 (영화)）》飾演 吳哲鎮
- 2013年：《櫻桃呀，戀愛吧（朝鲜语：앵두야 연애하자）》飾演 金有信
- 2019年：《創刊號》導演作品
- 2019年：《最普通的戀愛》飾演 東華
- 2019年：《我的爆氣女友》飾演 輝昭
- 2023年：《江南喪屍（朝鲜语：강남좀비）》飾演 賢錫

### MV
- December（朝鲜语：디셈버 (음악 그룹)）－《獨自前來 (혼자 왔어요)》
- December－《學到的是愛情 (배운게 사랑이라)》
- 姜賢晶－《毛線手套 (털장갑)》

## 舞台作品

### 音樂劇
- 2013年：《蔬菜店的小夥子》飾演 泰成

### 話劇
- 2014年：《愛好之房》飾演 Toy
- 2015年：《愛好之房》飾演 Toy
- 2019年：《R & J》飾演 學生1／羅密歐

## 外部連結
- 官方網站
- 池一株的Facebook專頁
- 池一株的X（前Twitter）
- 池一株的Instagram帳戶
- 池一株的新浪微博（中文）